# Philippe-Ernest de Hohenlohe-Langenbourg
Philippe Ernest, comte de Hohenlohe-Langenbourg (11 août 1584 à Langenburg - 29 janvier 1628 à Weikersheim), est comte de Hohenlohe-Langenbourg. 

## Biographie
Il est le quatrième fils de Wolfgang de Hohenlohe-Weikersheim (1546-1610), qui plus tard devient régent du comté de Weikersheim et son épouse Madeleine de Nassau-Dillenbourg (1547-1643).
Il sert dans l'armée des Provinces-Unies jusqu'à ce qu'il hérite de la baronnie van Liesveld de son oncle, Philippe de Hohenlohe-Neuenstein. Quand son père meurt en 1610, lui et ses frères George Frédéric (1569-1647) et Kraft (1582-1641) divisèrent l'héritage. George Frédéric reçoit Weikersheim; Kraft reçoit Neuenstein et Philippe Ernest reçoit la seigneurie de Langenbourg. Il commence immédiatement la construction de château de Langenbourg. Il passe beaucoup de son temps aux Pays-bas, jusqu'à ce qu'il soit relevé de ses fonctions en tant que colonel par les États-Généraux.
Il est mort en 1628, à l'âge de 44 ans, à Weikersheim, d'une "maladie de la pierre". Il est enterré avec sa femme, dans la crypte de l'église de Langenbourg. Un monument de pierre commémorant le couple se trouve derrière l'autel.

## Mariage et descendance
Le 15 janvier 1609, il épouse la comtesse Anne Marie de Solms-Sonnewalde (1585-1634), la fille du comte Othon de Solms-Sonnewalde. Ils ont les enfants suivants:
- Wolfgang Othon (1611-1632)
- Philippe Ernest (1612-1612)
- Louis Kraft (1613-1632)
- Philippe Maurice (1614-1635)
- George Frédéric (1615-1616)
- Anne-Magdalena (1617-1671), mariée à George Louis, burgrave de Kirchberg, comte de Hachenbach (mort en 1686)
- Dorothée (1618)
- Joachim Albert (1619-1675), comte de Hohenlohe-Kirchberg
- Eva Christine (1621-1681), épouse le comte Wolfgang de Hohenlohe-Waldenbourg (1617-1658)
- Marie Julienne (1623-1695), mariée:
  1. Jean-Guillaume, Arc-Échanson et comte de Limpourg (d. 1655)
  2. Francis, Arc-Échanson et comte de Limpourg (d. 1673)
- Henri-Frédéric de Hohenlohe-Langenbourg (1625-1699), comte de Hohenlohe-Langenbourg, marié:
  1. en 1652, avec la comtesse Éléonore-Madeleine de Hohenlohe-Weikersheim (1635-1657)
  2. en 1658, avec la comtesse de Julienne-Dorothée de Castell-Remlingen (1640-1706)